# Phyllanthus muellerianus
Phyllanthus muellerianus är en emblikaväxtart som först beskrevs av Carl Ernst Otto Kuntze, och fick sitt nu gällande namn av Arthur Wallis Exell. Phyllanthus muellerianus ingår i släktet Phyllanthus och familjen emblikaväxter. Inga underarter finns listade i Catalogue of Life.